# 2007 في ألبانيا
تحتوي هذه المقالة على أهم الأحداث التي شهدتها ألبانيا في 2007، إضافة إلى أهم الشخصيات الألبانية المتوفية في هذه السنة.

## الحكم
- رئيس الجمهورية: ألفريد مويسيو (حتى 24 يوليو)، بامير توبي (ابتداء من 24 يوليو).
- رئيس الوزراء: صالح بريشا.

## الأحداث

### يوليو
- 11 يوليو : تأكيد منظمة حظر الأسلحة الكيميائية تدمير جميع مخزون ألبانيا من الأسلحة الكيميائية.[1][2]

### نوفمبر
- 7 نوفمبر : مقتل أربع مسلحين ألبان في عملية للشرطة المقدونية.[بحاجة لمصدر]